# Машкуль-Сен-Мем
Машкуль-Сен-Мем (фр. Machecoul-Saint-Même) — новая коммуна на западе Франции, находится в регионе Пеи-де-ла-Луар, департамент Атлантическая Луара, округ Нант, центр кантона Машкуль-Сен-Мем. Расположена в 38 км к юго-западу от Нанта. На юго-западе коммуны находится железнодорожная станции Машкуль линии Нант—Ла-Рош-сюр-Йон.
Коммуна образована 1 января 2016 года путем слияния коммун Машкуль и Сен-Мем-ле-Теню. Центром новой коммуны является Машкуль . От него к новой коммуне перешли почтовый индекс и код INSEE. На картах в качестве координат Машкуль-Сен-Мем указываются координаты Машкуля.
Население (2017) — 7 473 человека.

## История

### Древняя история и античность
Точная дата основания Машкуля неизвестна, но люди проживали в этом месте с доисторических времен. При раскопках, сделанных в 1979 году, были обнаружены следы поселения периода неолита (между 3000 и 2200 до н. э.). Позже эта территория была занята галльскими племенем амбилатров, ветви намнетов.
Вся Галлия была завоевана римлянами в I веке до нашей эры и разделена на три крупные провинции: Белгика, Аквитания и Лугдунская Галлия, частью которой стал и Машкуль. Жители этого района становятся галло-римлянами, а язык, на котором они говорили до этого, изначально галльский, в конечном итоге вытесняется латинским не позднее IV века нашей эры. В это сложно поверить, но в те времена Машкуль был портовым городом на берегу Бискайского залива — сейчас расстояние до моря по прямой составляет 14 километров.

### Средние Века
Вслед за кельтами и римлянами в Галлию вторглись германские народы. Машкуль был завоеван вестготами в V веке нашей эры, а затем, после битвы при Вуйе 507 года, достался франкам. От эпохи меровингов в Машкуле сохранились кладбище и три саркофага, датируемые V и VII веками, которые находятся в бывшем монастыре Нотр-Дам. В 677 году в этот район прибыл Святой Филиберт, который основал монастырь на острове Нуармутье и способствовал развитию христианства. В это время был основан приход Святого Креста, от которого город получил свое первое имя: Сент-Круа. В этот же период здесь высадились викинги, пришедшие из Скандинавии. Сент-Круа, тогда еще прибрежный город, был разграблен и сожжен. 
В 814 году, после смерти Карла Великого, Сент-Круа и окрестности стали частью Аквитании до 851 года, когда по договору в Анже они были переданы Бретани. В 840 году здесь был построен первый деревянный замок с машикулями —  навесными бойницами на крепостных стенах. Видимо, эти машикули имели запоминающийся вид, так как благодаря им город со временем приобрел свое нынешнее название. 
Сеньорами Машкуля было семейство де Ре, самым известным представителем которого был Жиль де Ре. Сподвижник Жанны д’Арк, он был произведен в маршалы Франции королем Карлом VII. Выйдя в отставку, Жиль де Ре занимался алхимией и колдовством и был обвинен в насилии и убийстве детей. Суд в Нанте приговорил его к повешению и сожжению. Способы получения признания маршала Франции сейчас ставят под сомнения его виновность в многочисленных преступлениях, но в народное сознание он вошел как прототип Синей Бороды. В 1160 году младший сын одного из баронов де Ре унаследовал Машкуль и стал именоваться сеньором де Машкуль. 
В 1562 линия баронов де Ре пресеклась. Вдова последнего барона вышла замуж за Альбера де Гонди, флорентийца по происхождению, пользовавшегося поддержкой королевы Екатерины Медичи. Семейство Гонди унаследовали баронство Ре,   которое в 1581 году было возведено в ранг герцогства, а Машкуль стал его столицей.

### Новое время
К началу Великой Французской революции Машкуль был важным торговым центром на пересечении нескольких дорог: здесь регулярно проводятся ярмарки, а также еженедельный рынок, где в основном продается сельскохозяйственная продукция из соседних деревень. При этом население города жило бедно, в него стекались нищие из окрестностей, что, в сочетании с нездоровым климатом, вызвало лихорадку и озлобление населения. Именно в этих условиях начался Вандейский мятеж.
В марте 1793 года многие жители Бретани и Вандеи отказались выполнять указ о массовой мобилизации от 23 февраля 1793 года. В Нуармутье и Машкуле образовались банды, которые стали совершать нападения на представителей революционных властей. 11 марта 1793 года около восьми часов утра в Машкуль вошла толпа из пяти-шести тысяч крестьян, мужчин, женщин и детей, вооруженных ружьями, вилами, ножами и пиками. Толпа потребовала прекратить вербовочную кампанию. Против них выступило около сотни национальных гвардейцев и жандармов. Увидев значительный перевес мятежников, большинство из них разошлись, но небольшая часть осталась и пыталась успокоить толпу. Мятежники напали на них и растерзали. После этого по всему городу началась охота на сторонников Революции и членов их семей: до двух сотен жителей Машкуля были убиты. Эти события вошли в историю как Резня в Машкуле. 
Избавившись от революционеров и захватив власть в городе, жители Машкуля присоединились к восстанию, охватившему все соседние территории, и переросшему в Вандейский мятеж. Когда мятеж был подавлен, городу потребовалось много времени, чтобы оправиться от потерь и разрушений: его население уменьшилось наполовину. За годы Революции старинный замок был разрушен, его камни использовались для восстановления домов и засыпки дорог.
В 1876 году в Машкуль пришла железная дорога, что дало новый импульс развитию города: были построены железнодорожный вокзал, ипподром, винодельческий и молочный заводы, многочисленные мельницы.
После Второй мировой войны Машкуль был перестроен, появились новые социальные и культурные объекты: кинотеатр, шоу в развалинах замка («тайны Жиля де Ре»), городская библиотека, киберцентр, бассейн.
22 октября 2015 года муниципалитеты Машкуля и соседней коммуны и Сен-Мем-ле-Теню решили объединиться в новую коммуну, которая получила название Машкуль-Сен-Мем. Решение о создании новой коммуны вступило в силу 1 января 2016 года.

## Достопримечательности
- Бывший бенедиктинский монастырь Нотр-Дам
- Развалины шато Машкуль (шато Жиль де Ре) XIII-XVI веков
- Церковь Святой Троицы и Святого Оноре 1881 года: в церкви находится копия православной иконы «Троица» Андрея Рублёва
- Часовня Святой Марии Магдалены XII века
- Церковь Святого Максима в Сен-Мем-ле-Теню
- Мост Кауэ XI века через реку Ла-Фаллерон
- Шато Трей XIX века
- Шато Бранде XIX века
- Шато Эрмитьер XIX века
- Галлы 1885 года
- Ипподром
- «Бретонское болото» — обширный природный парк на границе Бретани и Пуату

## Экономика
Структура занятости населения:
- сельское хозяйство — 5,1 %
- промышленность — 14,2 %
- строительство — 7,5 %
- торговля, транспорт и сфера услуг — 47,1 %
- государственные и муниципальные службы — 26,1 %

Уровень безработицы (2016 год) — 7,3 % (Франция в целом — 14,1 %, департамент Атлантическая Луара — 11,9 %). 

Среднегодовой доход на 1 человека, евро (2016 год) — 20 000 (Франция в целом — 20 809, департамент Атлантическая Луара — 21 548).

## Демография
Динамика численности населения, чел.

## Администрация
Пост мэра Машкуль-Сен-Мема с 2020 года занимает Лоран Робен. На муниципальных выборах 2020 года возглавляемый им центристский блок одержал победу во 2-м туре, получив 53,15 % голосов.
| Период | Период | Фамилия     | Партия           | Примечания            |
| ------ | ------ | ----------- | ---------------- | --------------------- |
| 2016   | 2020   | Дидье Фавро | Разные правые    | инженер               |
| 2020   |        | Лоран Робен | Разные центристы | коммерческий директор |

## Города-побратимы
- Шифнал, Великобритания
- Илинген-Биркендорф, Германия
- Валя-Дреганулуй, Румыния

## Знаменитые уроженцы
- Жиль де Ре (ок.1405-1440), маршал Франции и алхимик, участник Столетней войны, сподвижник Жанны д’Арк.

## Галерея

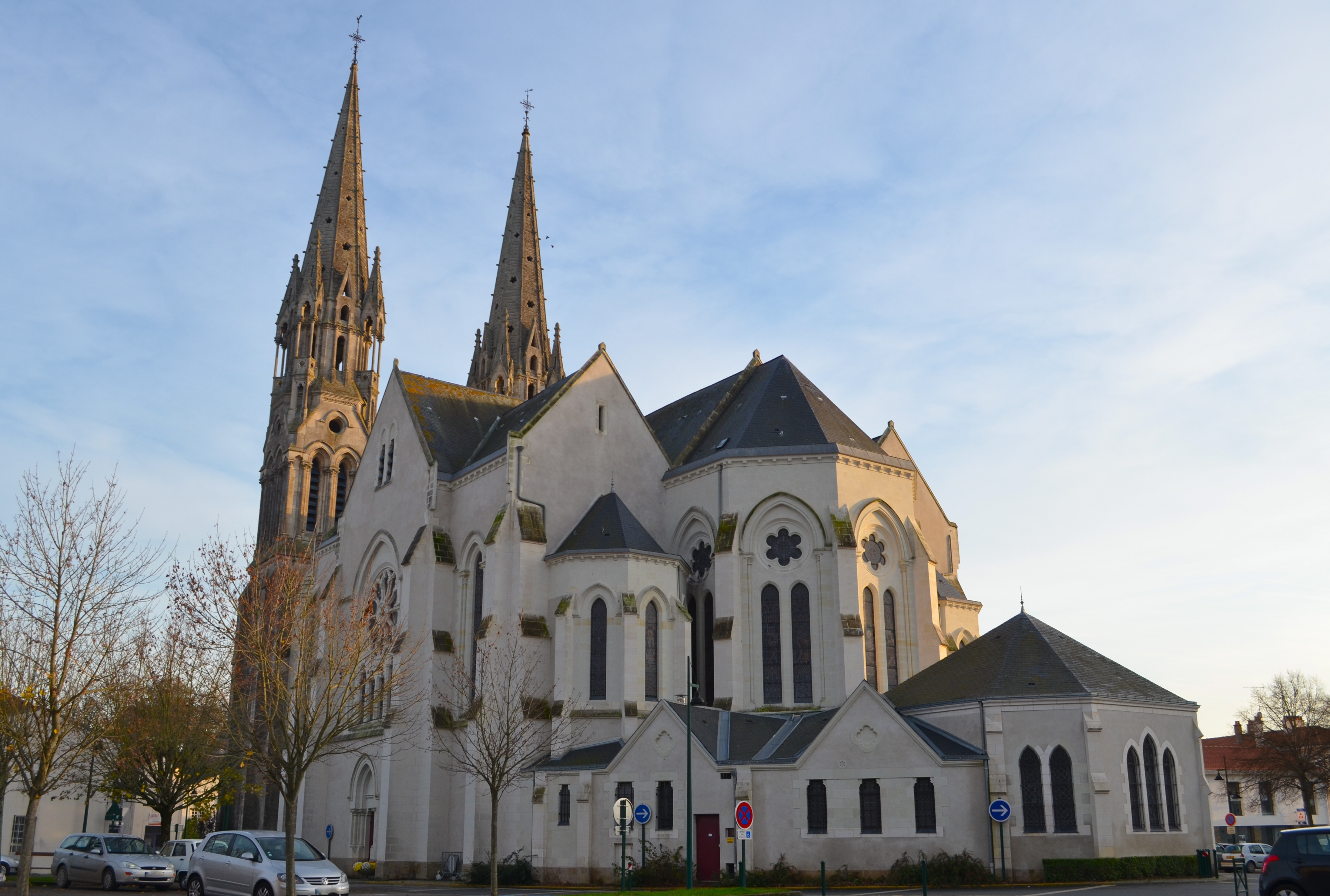
Церковь Святой Троицы и Святого Оноре
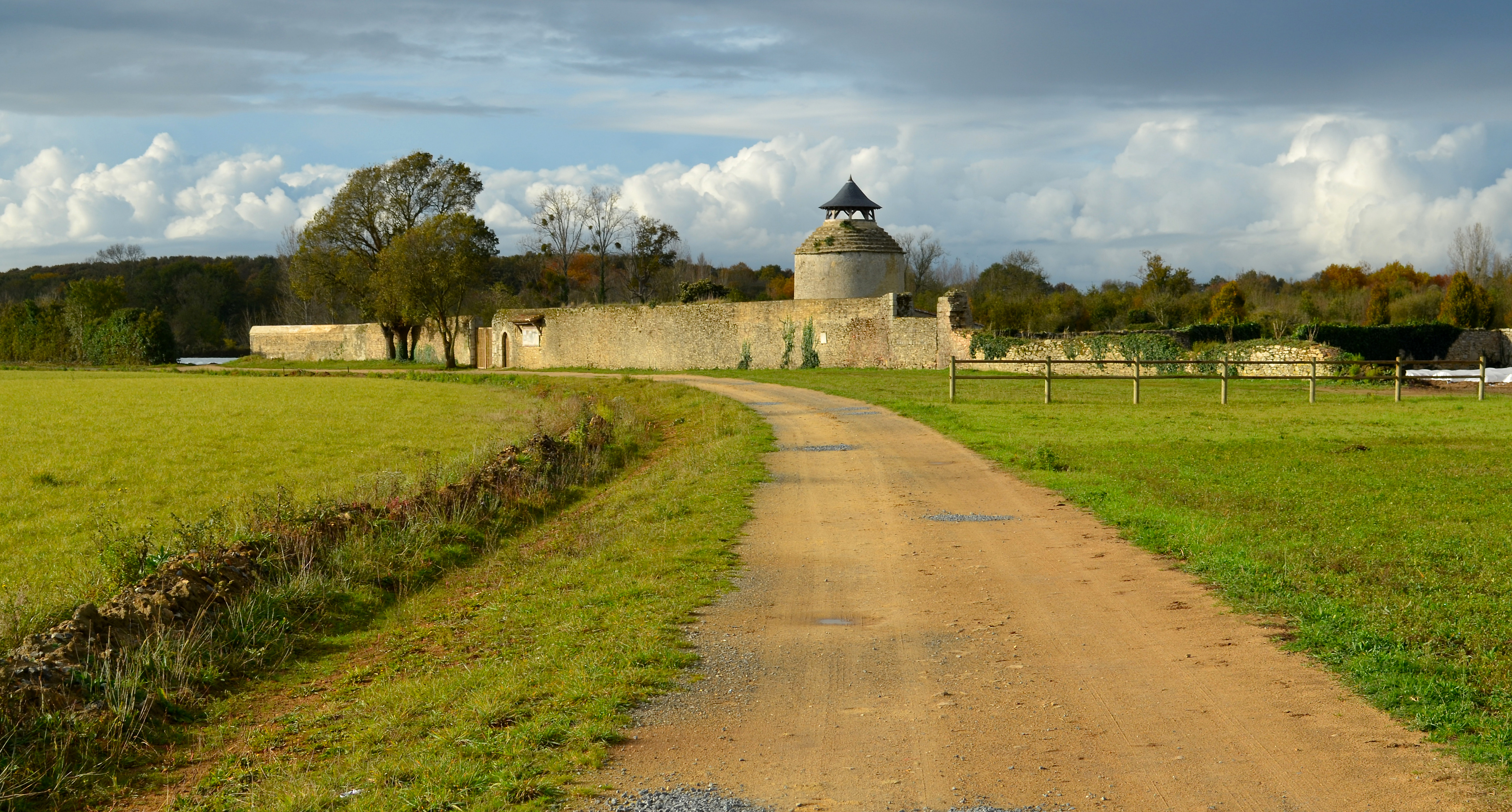
Бывшее аббатство Нотр-Дам
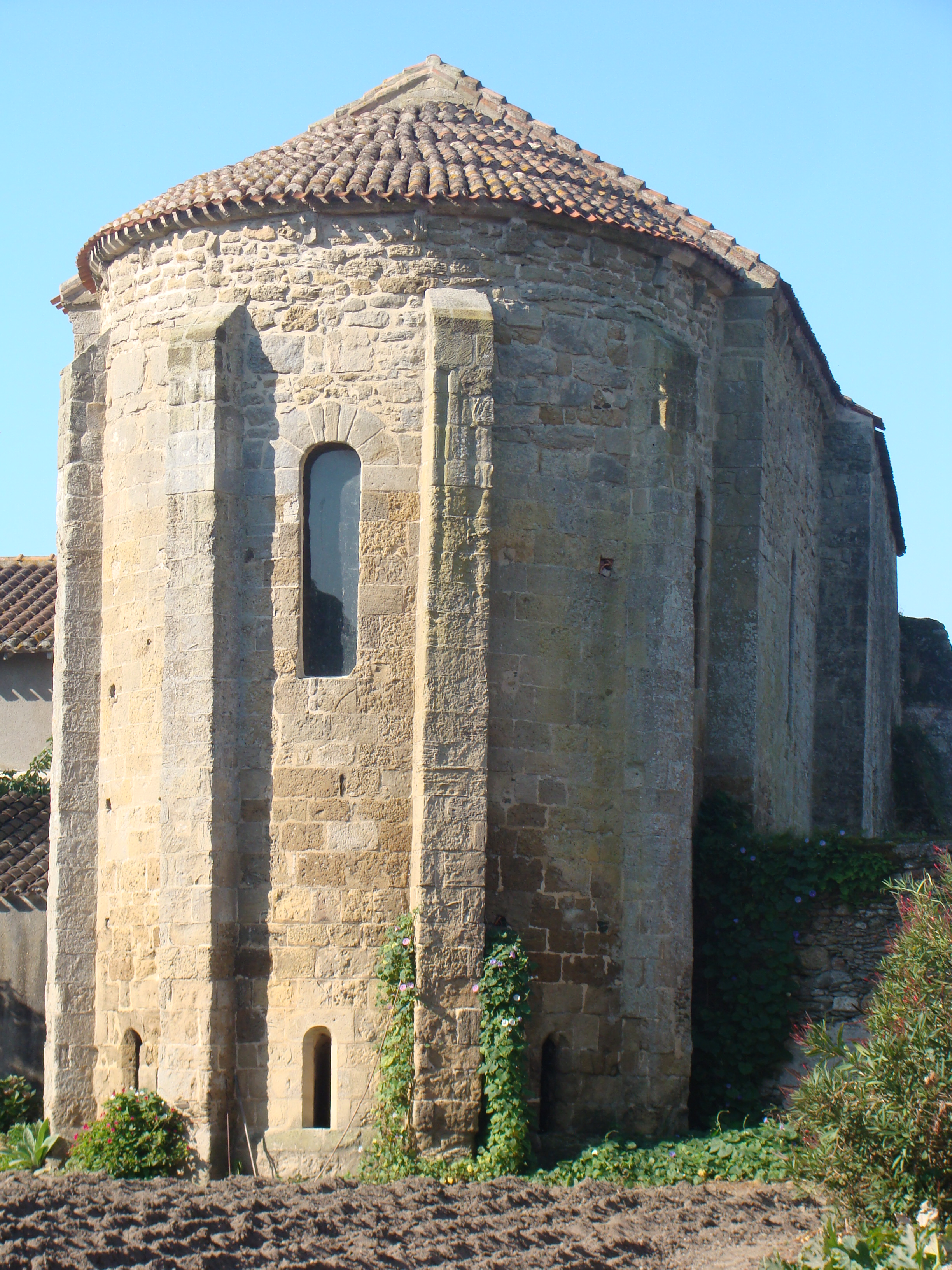
Часовня Святой Марии Магдалины
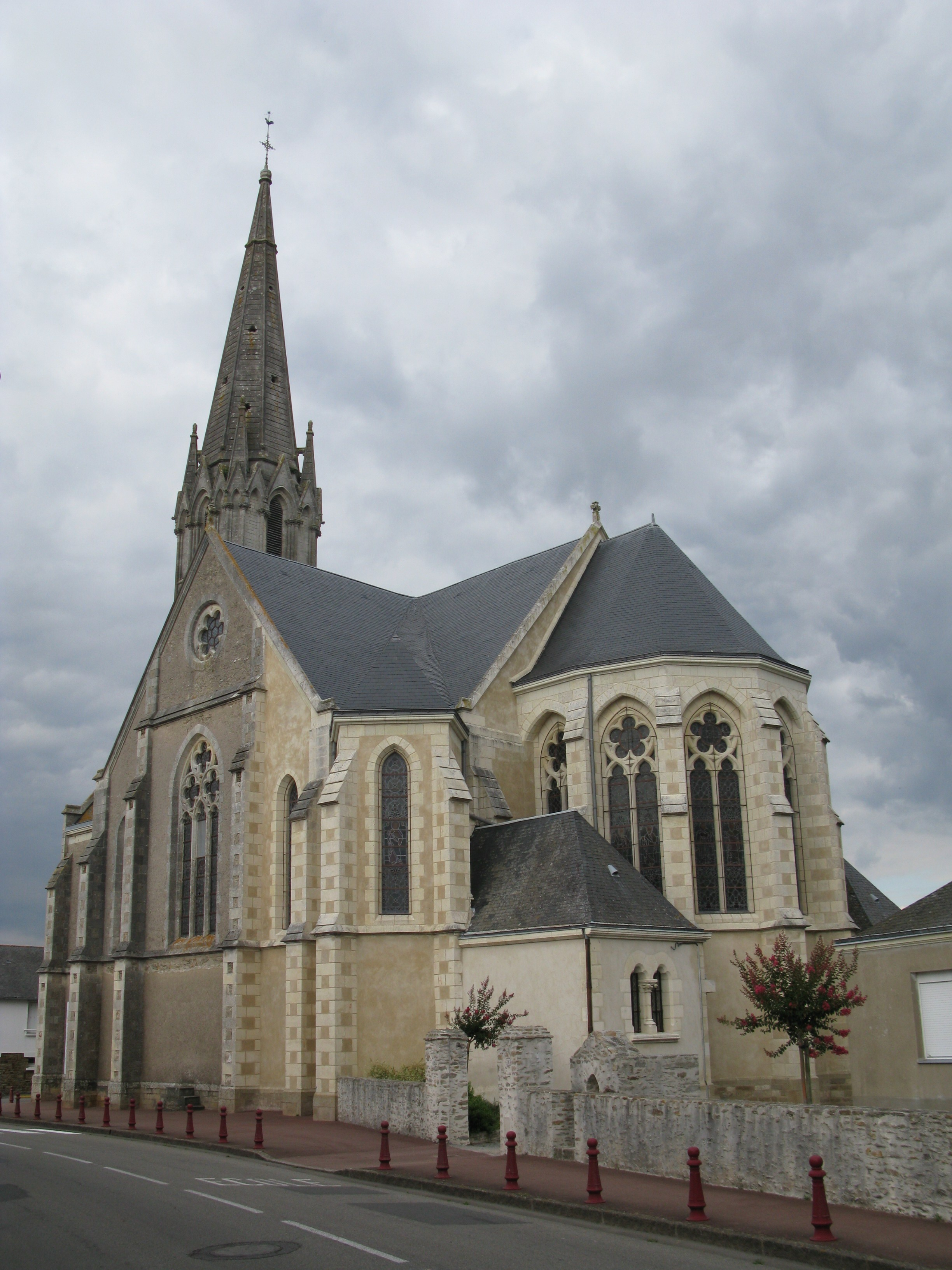
Церковь Святого Максима
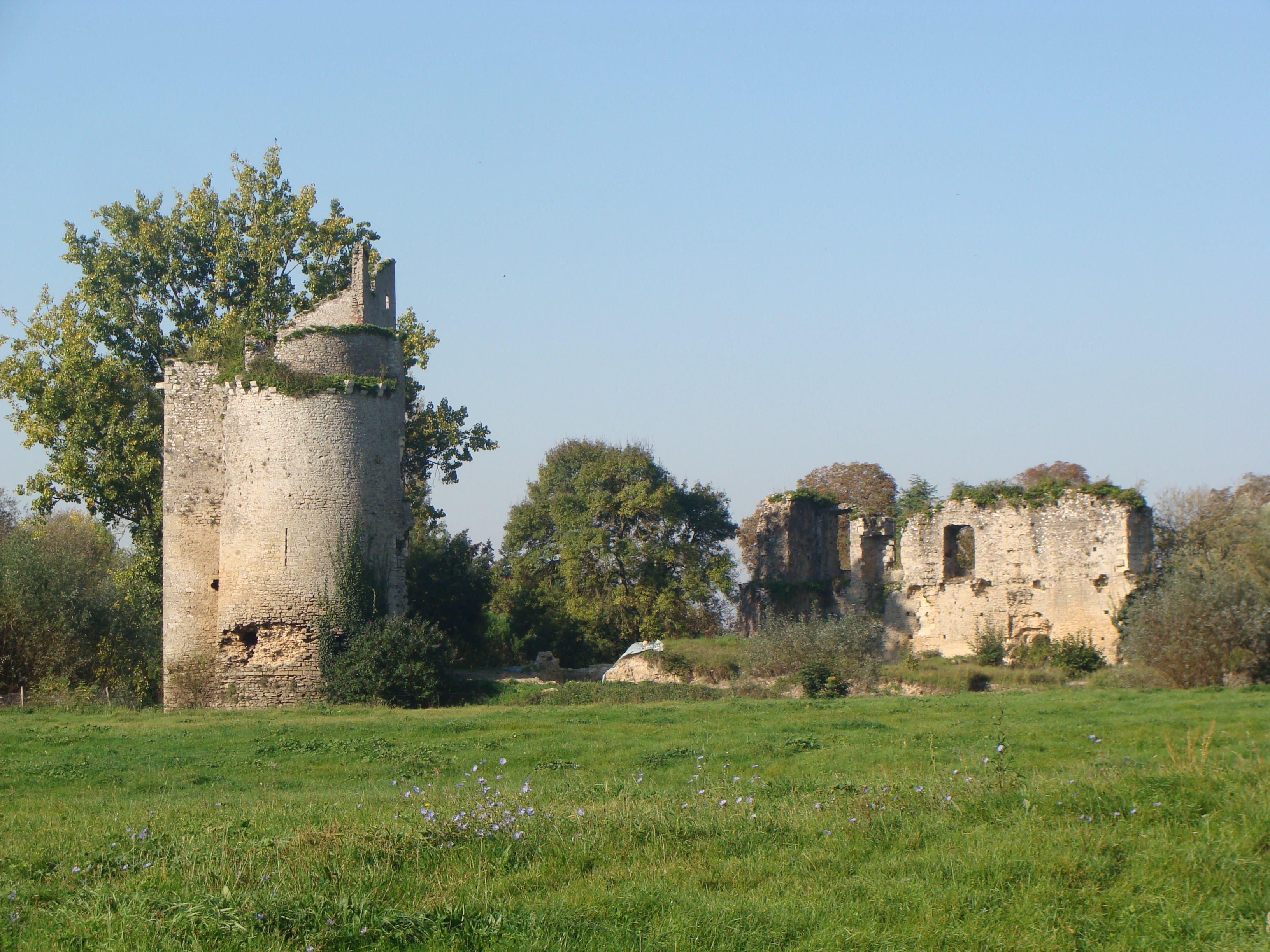
Развалины шато Машкуль
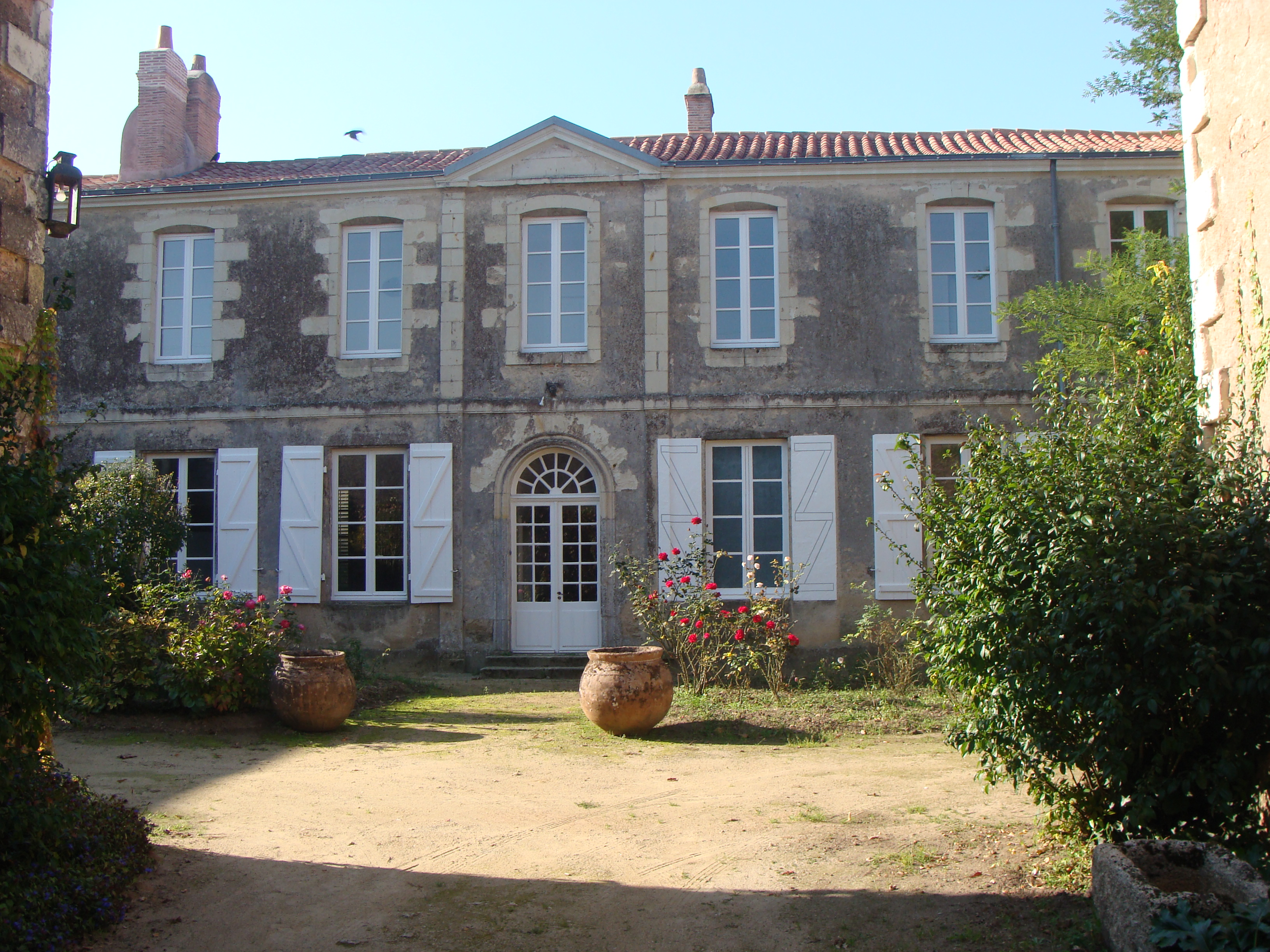
Особняк Реаль де Перьер